# Психология социального познания

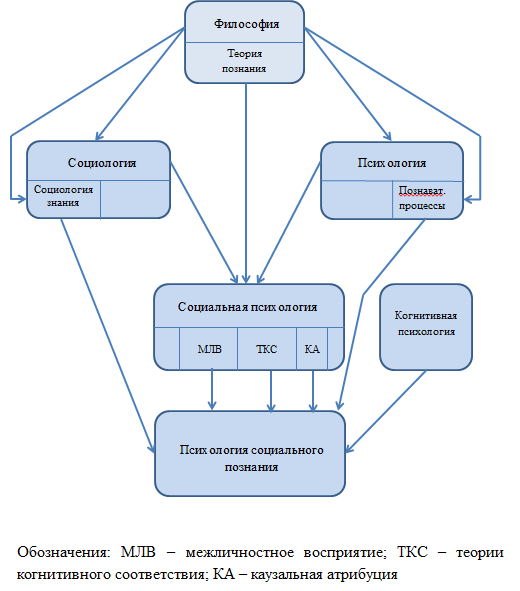
Схема описывает теоретические источники психологии социального познания

Психология социального познания — самостоятельная область исследований социального познания в рамках социальной психологии, в которой используются также знания из когнитивной психологии и социологии знания. Задачей психологии социального познания является исследование механизмов, с помощью которых человек строит образ окружающего его социального мира.

## Вклад когнитивной психологии в исследование социального познания
С точки зрения тех когнитивных процессов, которые участвуют в процессе социального познания, исследуется то, как человек обрабатывает, хранит и использует информацию о других людях и ситуациях социального взаимодействия. Представления о когнитивных процессах, лежащих в основе социального познания основываются на понятии «схема» (англ. schema) и процессах категоризации (англ. Categorization), рассматриваемых в рамках когнитивной психологии.
Вклад социальной психологии в изучение социального познания включает исследования в трех крупных предметных областях: социальной перцепции, исследование атрибутивных процессов, а также исследования в рамках теории когнитивного соответствия.

### Социальная перцепция
Термин социальная перцепция был предложен Дж. Брунером, который рассматривал ее с точки зрения социальной детерминации перцептивного процесса. Позднее, в рамках социальной психологии, термином социальная перцепция начали обозначать восприятие социальных объектов. Такими объектами могут выступать как другой человек, так и социальная группа или более крупная социальная общность. Однако вскоре стало понятно, что понятие социальной перцепции не является исчерпывающим для описания познания людьми друг друга, поскольку в таком познании участвует еще множество компонентов помимо одного восприятия.

### Атрибутивные процессы
Исследования атрибутивных процессов также внесли значительный вклад в понимание тех механизмов, по которым происходит социальное познание. Приписывание человеком причин тому или иному явлению в социальном мире имеет важные последствия для дальнейшего поведения человека, поскольку «значение» события и реакция человека на него зависят в большой степени от приписанной причины, то есть того как человек объясняет для себя произошедшее событие.

### Теории когнитивного соответствия
Исследования в рамках этого направления начали появляться в социальной психологии в середине XX века. Главный акцент в этих исследованиях делается на процесс познания. Общую линию связи между процессом познания и социальным поведением можно описать следующим образом: впечатления индивида о мире организуются в некоторые связные интерпретации, в результате чего образуются различные идеи, верования, ожидания, аттитюды, которые и выступают регуляторами социального поведения. На основании этих интерпретаций человек принимает некоторое решение о дальнейшем поведении.